# Gare d'Hambourg-Harbourg

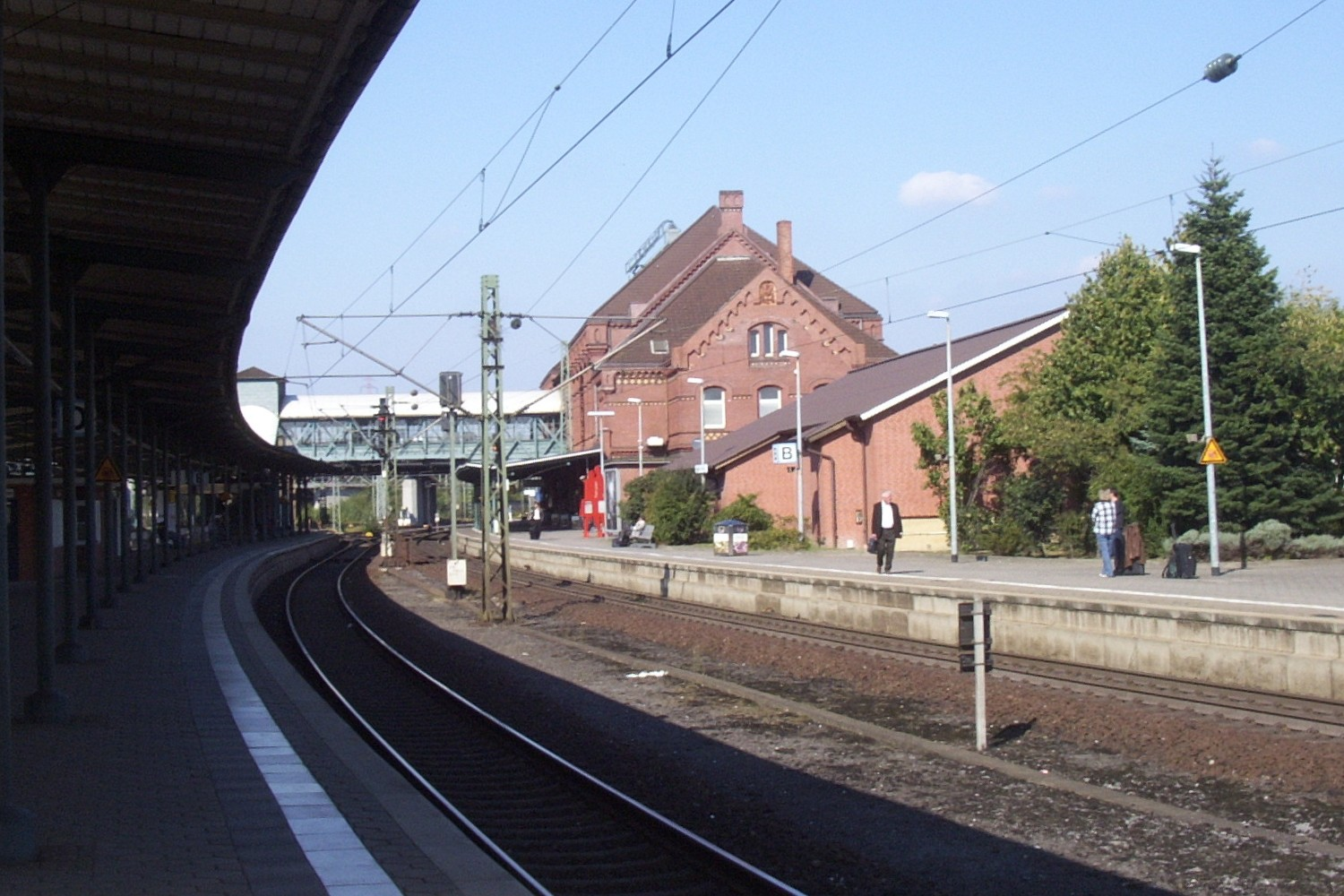
Bâtiment d'accueil et voies 5 et 4

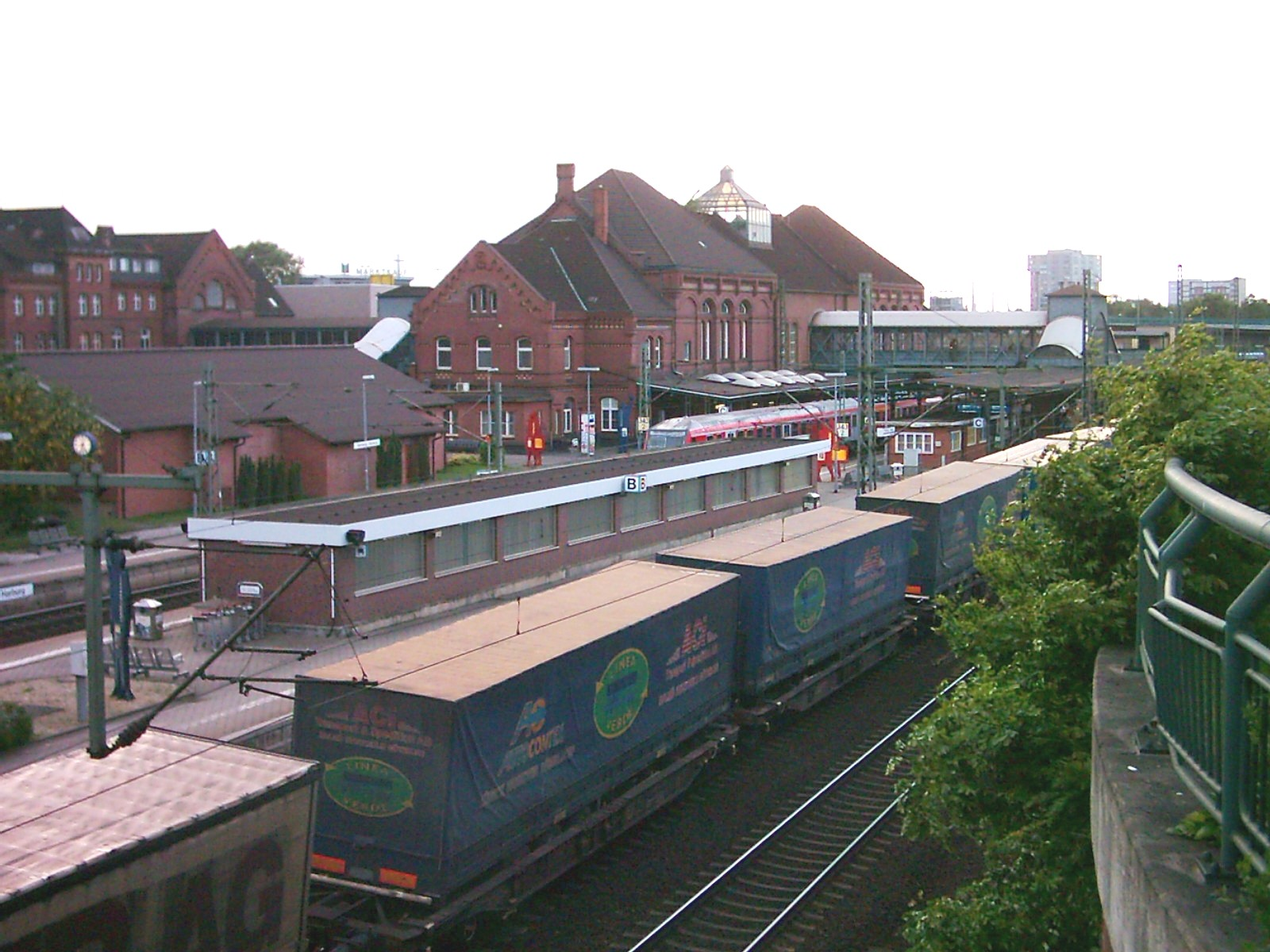
Voies 1, 2, 9 et 10

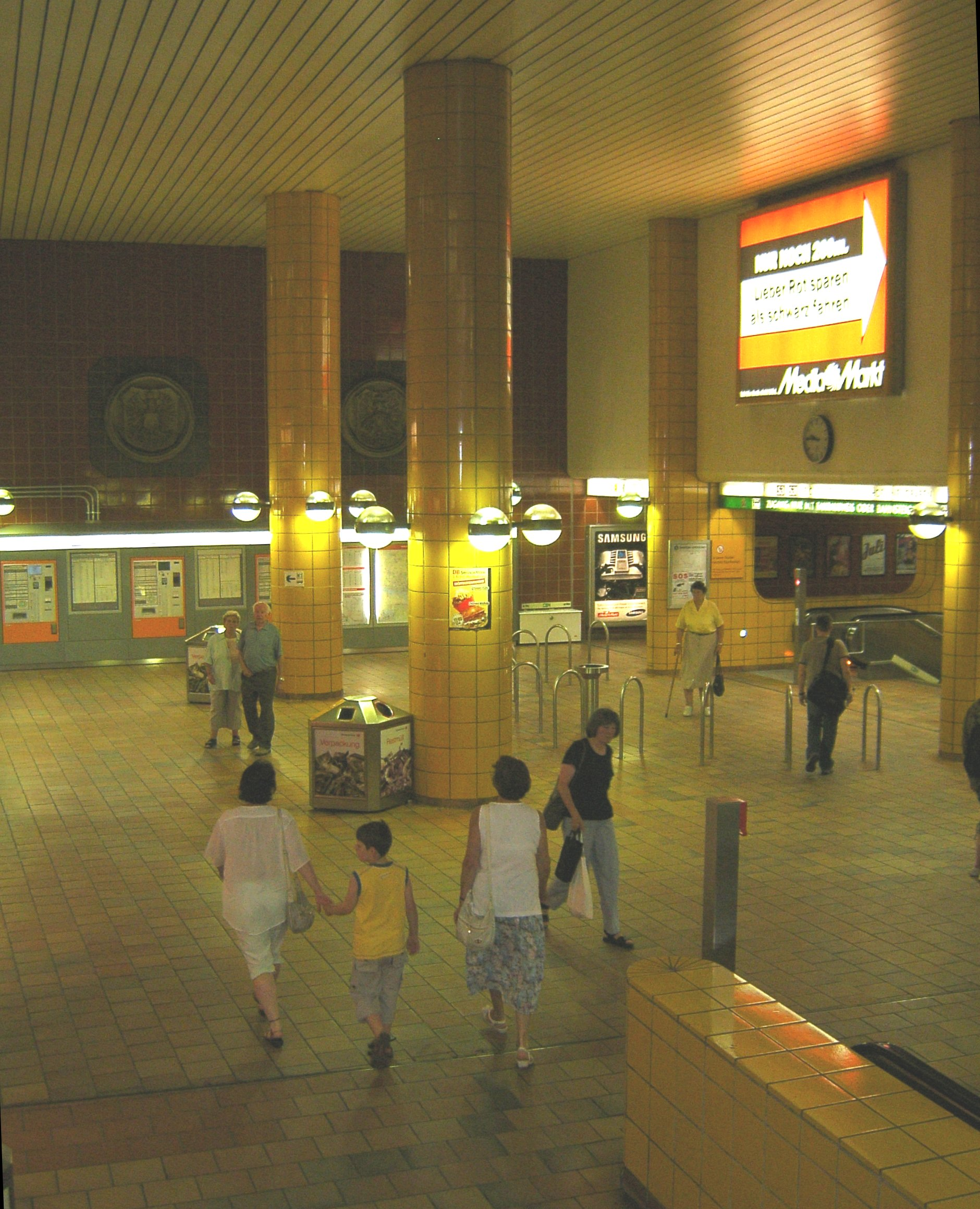
Accès à l'arrêt S-Bahn

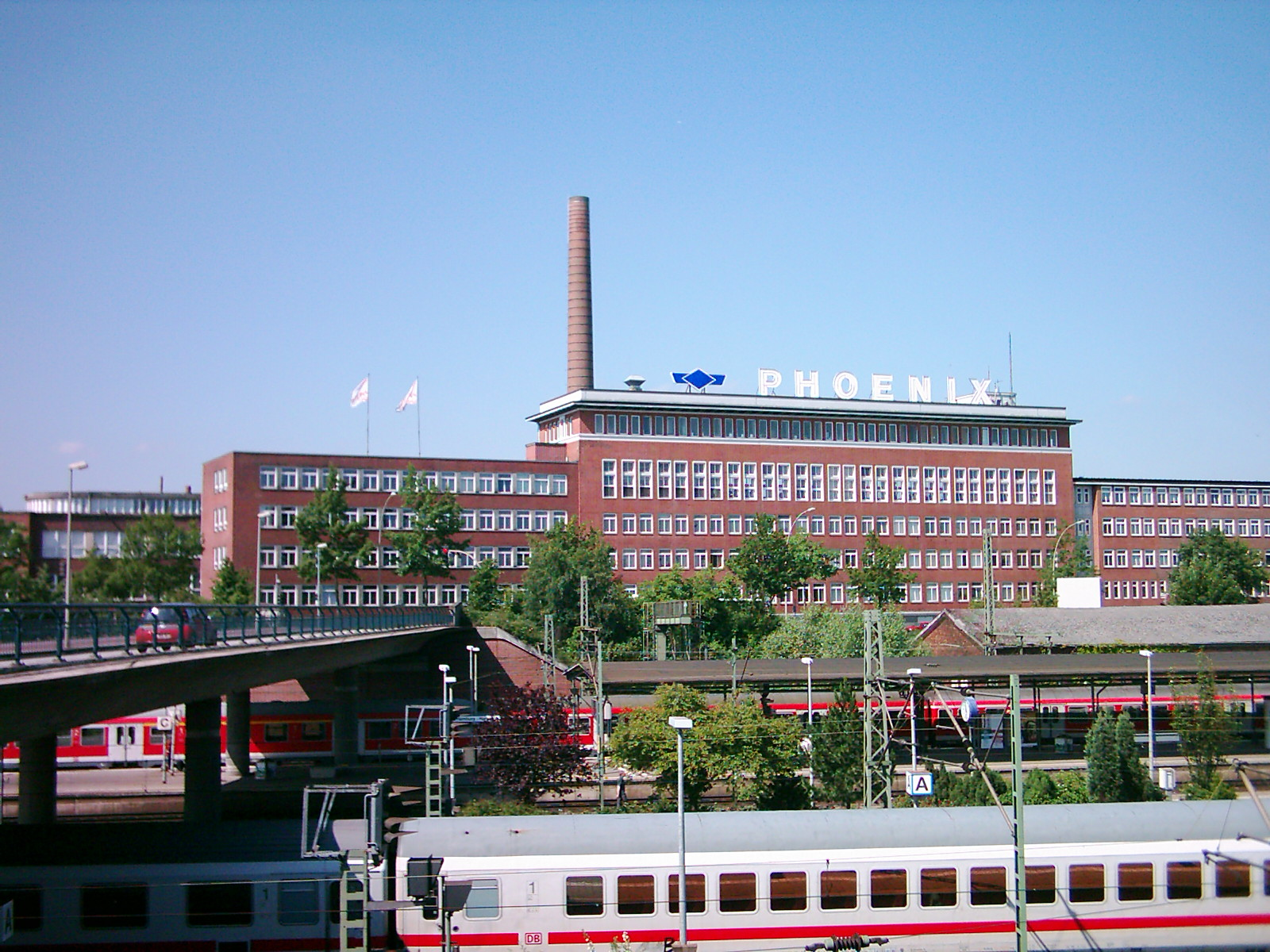
Vue sur les installations de la gare vers l'administration de Phoenix AG, à gauche le Schlachthofbrücke

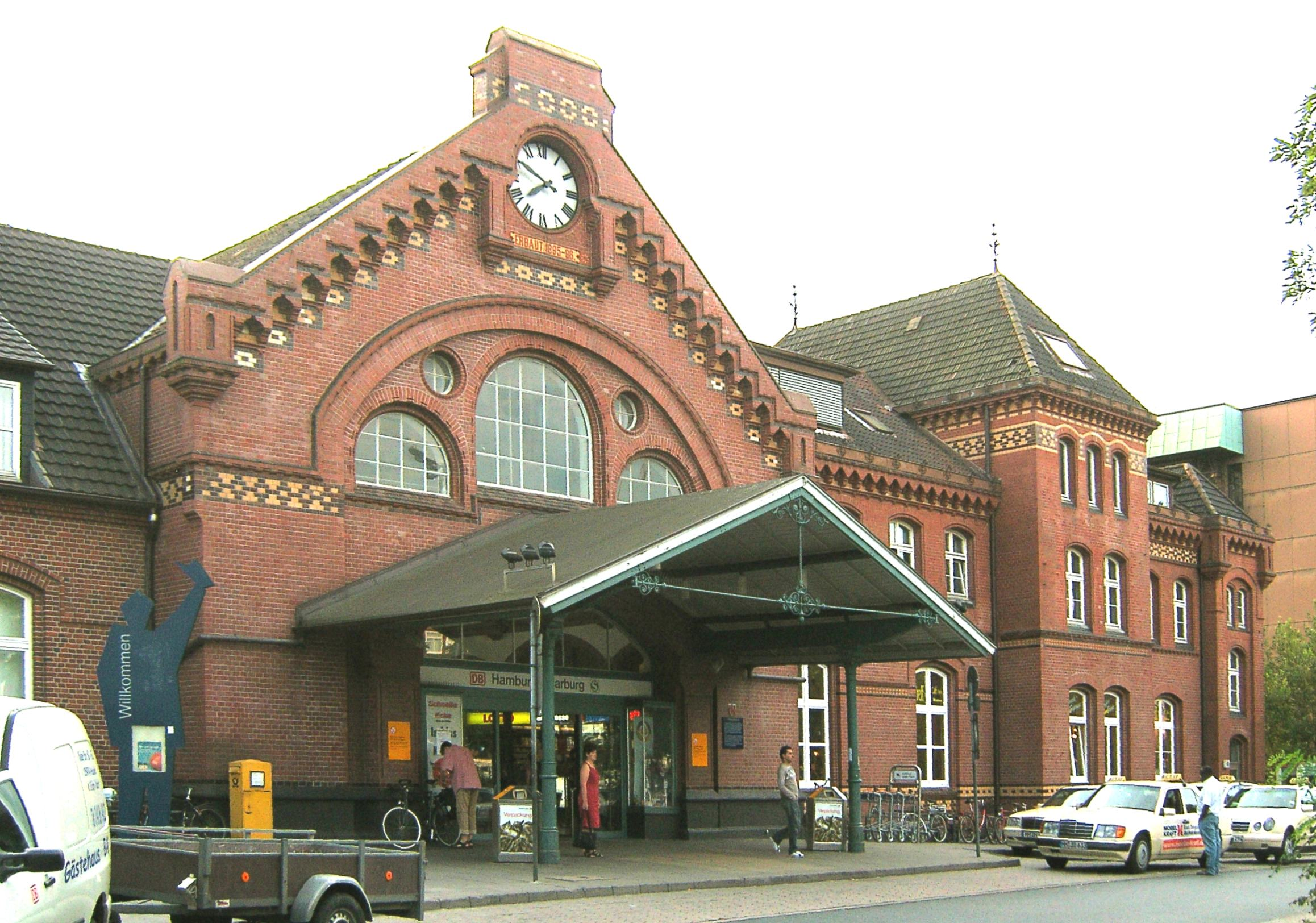
Bâtiment en façade, côté rue

La gare d'Hambourg-Harbourg est une gare longue distance de la ville libre et hanséatique de Hambourg dans l'arrondissement de Harbourg et la gare la plus importante pour les arrondissements au sud de l'Elbe. Les trains Intercity-Express, Intercity et EuroCity, le Flixtrain, les trains de nuit et les trains de voyageurs locaux s'arrêtent ici. Avec environ 80 000 passagers par jour, c'est la troisième gare la plus fréquentée de Hambourg.
À la gare, la ligne Lehrte-Hambourg-Harbourg fusionne avec la ligne Wanne-Eickel–Brême–Hambourg. La ligne de l'Elbe inférieur (de) relie également cette gare à Cuxhaven (de). De plus, les lignes de fret vers le port de Hambourg et la gare de triage de Maschen (de) à proximité passent par la gare.
La ligne S-Bahn vers Neugraben passe sous la gare dans un tunnel, qui s'arrête ici.

## Histoire
La première gare d'Harbourg est ouverte en 1847 sur la ligne Lehrte-Harbourg. Elle est ensuite utilisée comme gare de fret pour les marchandises générales et express . La zone située entre les canaux de la gare Est et Ouest est restée longtemps en friche après le démantèlement des installations ferroviaires. Le bâtiment d'accueil de la première gare de Harbourg est un bâtiment à colombages en ossature bois technique
Une autre gare fut construite en 1872 avec l'ouverture de la ligne vers Hambourg. Il est situé en direction des ponts sur l'Elbe (de) sur la Grubestraße (aujourd'hui : Hannoversche Straße). Elle est remplacée par la gare actuelle, inaugurée le 1er mai 1897 comme gare principale de la ville de Harbourg. Les plans sont fournis par l'architecte Hubert Stier (de). Dans le même temps, la nouvelle gare centrale devient le point de départ du ligne de l'Elbe inférieur (de) vers Cuxhaven, remplaçant la gare de l'Elbe inférieur (1881-1984).
Elle conserve le nom de gare centrale de Harbourg jusqu'en 1927, après quoi elle est appelée gare centrale de Harbourg-Wilhelmsbourg jusqu'en 1938 (après la formation de la ville de Harbourg-Wilhelmsbourg ). En vertu de la loi sur le Grand Hambourg, le port prussien est rattaché à la ville hanséatique de Hambourg ; le nom de gare de Hambourg-Harbourg entre en vigueur  le 1er avril 1938
Alors que Harbourg n'est jusqu'alors desservie que par des trains conventionnels, en octobre 1983 est inaugurée la ligne S-Bahn Hambourg-Harbourg (de), exploitée par des rames automotrices à courant continu, dont la station tunnel à deux voies est construite aux extrémités nord des quais. Le 18 octobre 2003, un incendie de câble dans le tunnel du S-Bahn cause des millions de dommages. Personne n'est blessé. Le service S-Bahn entre Harbourg-Hôtel-de-ville (de) et Wilhelmsbourg (de) est interrompu jusqu'au 27 octobre 2003.
En 2015, Hambourg prévoit d'étendre temporairement certains quais de la gare de Harbourg si elle obtient le contrat d'accueil des Jeux olympiques d'été de 2024 ou 2028. Selon la proposition du Sénat, il aurait fallu restaurer deux voies à cet effet

## Service

### Trafic longue distance
Dans le transport ferroviaire de voyageurs longue distance, Hambourg-Harbourg est desservie par différentes lignes Intercity-Express . Les deux lignes Intercity Express ICE 42 et ICE 43 se regroupent pour circuler toutes les heures entre Hambourg et Dortmund . Statut : Modification d'horaire 2023/24
| Ligne  | Tracé de la ligne | Cycle                       |
| ------ | --- | --------------------------- |
| ICE 11 | Munich – Stuttgart – Francfort-sur-le-Main – Hanovre – Hambourg-Harbourg – Hambourg | Trains individuels la nuit  |
| ICE 25 | (Lübeck –) Hambourg – Hambourg-Harbourg – Hanovre – Cassel-Wilhelmshöhe – Fulda – Wurtzbourg – Nuremberg – Ingolstadt (de) – Munich (– Garmisch-Partenkirchen (de))                                        | Toutes les heures           |
| ICE 26 | (Station balnéaire de Binz –) Stralsund – Rostock – Hambourg-Harbourg – Hanovre – Cassel-Wilhelmshöhe – Gießen – Francfort-sur-le-Main – Heidelberg – Karlsruhe                                            | Toutes les deux heures      |
| ICE 39 | (Westerland (Sylt) –/Dagebüll Mole –) Hambourg – Hambourg-Harbourg – Münster – Cologne | Trains individuels          |
| ICE 42 | (Kiel –) Hambourg-Altona – Hambourg-Harbourg – Brême – Osnabrück – Münster – Dortmund – Cologne – Stuttgart – Munich                                                                                       | Toutes les deux heures      |
| ICE 43 | (Ostseebad Binz –) Hambourg – Hambourg-Harbourg – Brême – Osnabrück – Münster – Dortmund – Wuppertal – Cologne – Aéroport de Francfort-sur-le-Main – Mannheim – Karlsruhe – Fribourg-en-Brisgau – Bâle CFF | Toutes les deux heures      |
| FLX 20 | Hambourg – Hambourg-Harbourg – Brême – Osnabrück – Münster – Gelsenkirchen – Essen – Duisbourg – Düsseldorf – Cologne                                                                                      | 1–2 paires de trains        |
| NJ     | Hambourg – Hambourg-Harbourg – Hanovre – Augsbourg – Munich | 1× par jour (train de nuit) |
| NJ     | Hambourg – Hambourg-Harbourg – Hanovre – Karlsruhe – Fribourg-en-Brisgau – Bâle – Zurich | 1× par jour (train de nuit) |
| NJ     | Hambourg – Hambourg-Harbourg – Hanovre – Nuremberg – Linz – Vienne | 1× par jour (train de nuit) |